# Капљух
Капљух или Капљув је насељено мјесто у Босни и Херцеговини, у општини Босански Петровац, које административно припада Федерацији Босне и Херцеговине. Према попису становништва из 1991. у насељу је живјело 144 становника.

## Географија
Капљух је географски смијештен на крашком пољу које се назива Бравско поље. Капљух је познат по крашким вртачама, које се налазе широм Бравског поља, међутим на подручју Капљуха се налази велика група вртача која је позната по томе што гради облик који из ваздуха подсјећа на пчелиње саће.

## Становништво
| Националност       | 2013. | 1991. | 1981. | 1971. | 1961. |
| Срби               | 27    | 138   | 128   | 296   |       |
| Југословени        |       |       | 85    |       |       |
| остали и непознато |       | 6     |       |       |       |
| Укупно             | 27    | 144   | 213   | 296   | '     |

| Демографија | Демографија | Демографија |
| Година      | Становника  | Становника  |
| ----------- | ----------- | ----------- |
| 1961.       | 313         |             |
| 1971.       | 296         |             |
| 1981.       | 213         |             |
| 1991.       | 144         |             |
| 2013.       | 27          |             |

## Познате личности
- Пане Ђукић Лимар, народни херој